# John Joachim
John Louis Joachim (Pomeroy, Ohio, 8 d'abril de 1874 – Saint Louis, 21 d'octubre de 1942) va ser un remer estatunidenc que va competir a primers del segle xx.
El 1904 va prendre part en els Jocs Olímpics de Saint Louis, on va guanyar la medalla de bronze en la prova de dos sense timoner del programa de rem, fent parella amb Joseph Buerger.